# Kasteel Kerckebosch
Kasteel Kerckebosch is een buitenhuis met koetshuis aan de Arnhemse Bovenweg 31 in de gemeente Zeist. Het werd gebouwd in 1904 door jonkheer Egbert Lintelo de Geer (Amsterdam, 29 augustus 1869 - Zeist, 7 februari 1945) op landgoed Kerckebosch, op de plek van de vroegere galg van de Hoge Heerlijkheid Zeist. Het is sinds 1947 ingericht als hotel-restaurant. Het gebouw heeft de status van rijksmonument.

## Bouwstijl

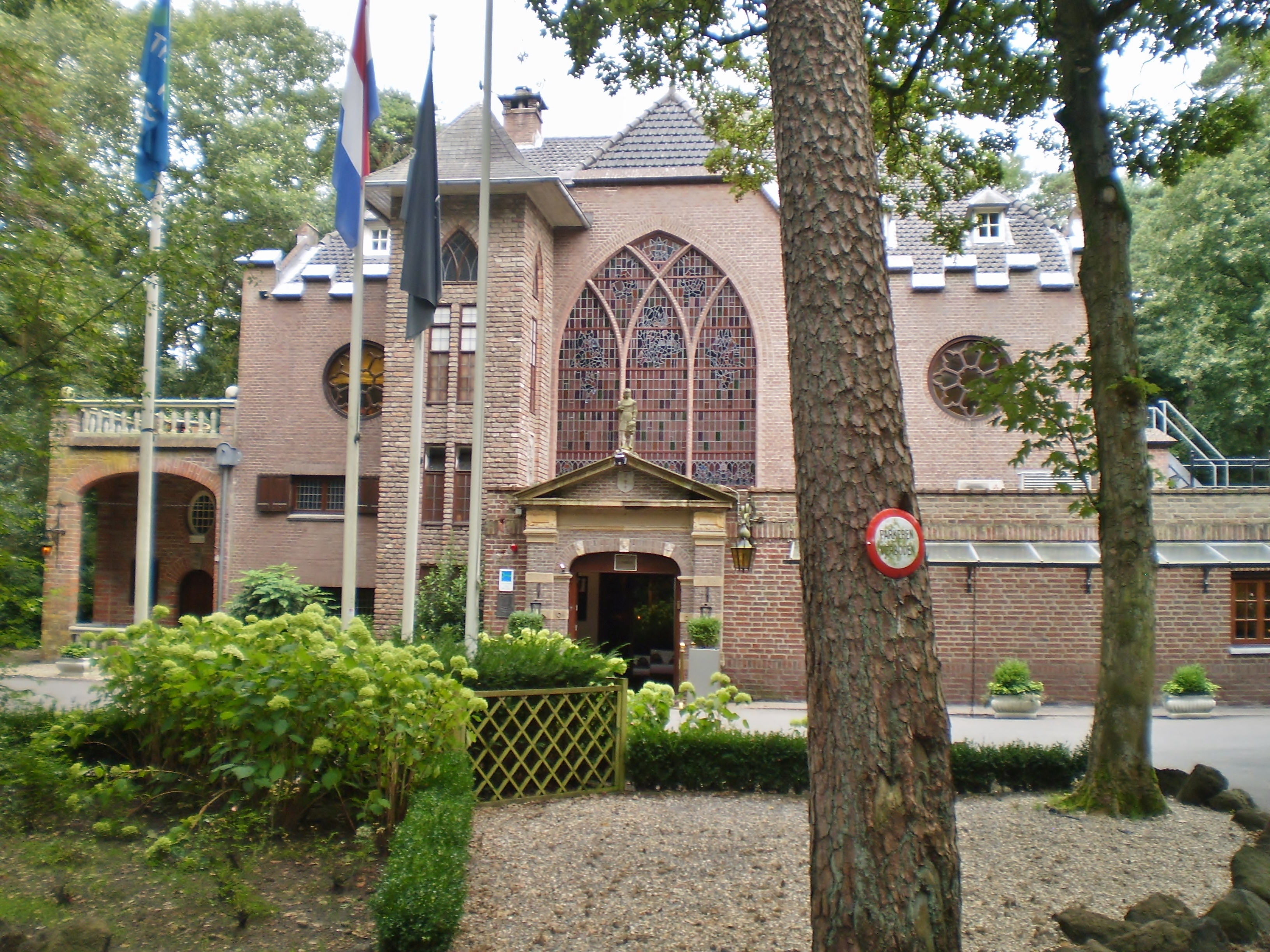
Ingang kasteel Kerckebosch

Het gebouw telt twee bouwlagen. De nok van het zadeldak met wolfeinden loopt evenwijdig aan de voor- en achtergevel. Aan de achterzijde zijn kleine dakkapelletjes onder schilddakjes. Het huis heeft een vierkante toren met kantelen en een tentdak, maar heeft ook veel gotische en kerkelijke onderdelen. De gevels zijn opgetrokken uit diverse soorten baksteen, waaronder hergebruikte kloostermoppen. 
De bouw vond plaats in verschillende fasen in imitatie-kasteelstijl. Een uitgebreide collectie antieke gebruiksvoorwerpen en ornamenten werden daarbij gebruikt. Deze zijn afkomstig van gerestaureerde kerken, kloosters en kastelen in de directe omgeving. De Geer wist met bevriende antiquairs veel oude materialen aan te kopen. Zo zijn bijvoorbeeld twee zeer oude deuren met smeedijzeren klopper gebruikt uit de Dom van Utrecht. Ook werden glas-in-loodramen met religieuze afbeeldingen aangebracht. Verder zijn er oude windwijzers, daknokversieringen en smeedijzeren lantaarns gebruikt. De schouw met open haard in de oranjerie komt uit een 18e-eeuws Amsterdams grachtenhuis.
De hoofdingang bestaat uit een poortje in renaissancestijl met daarboven de tekst "Anno 1620". Daarboven bevindt zich een beeldje van David met het afgehouwen hoofd van Goliath in de linkerhand. Verder is het wapen van de familie De Geer te zien, de achtergrond bestaat uit ruiten (heraldisch: geren) met eronder de spreuk Non Sans Cause (Niet zonder oorzaak).

## Koetshuis

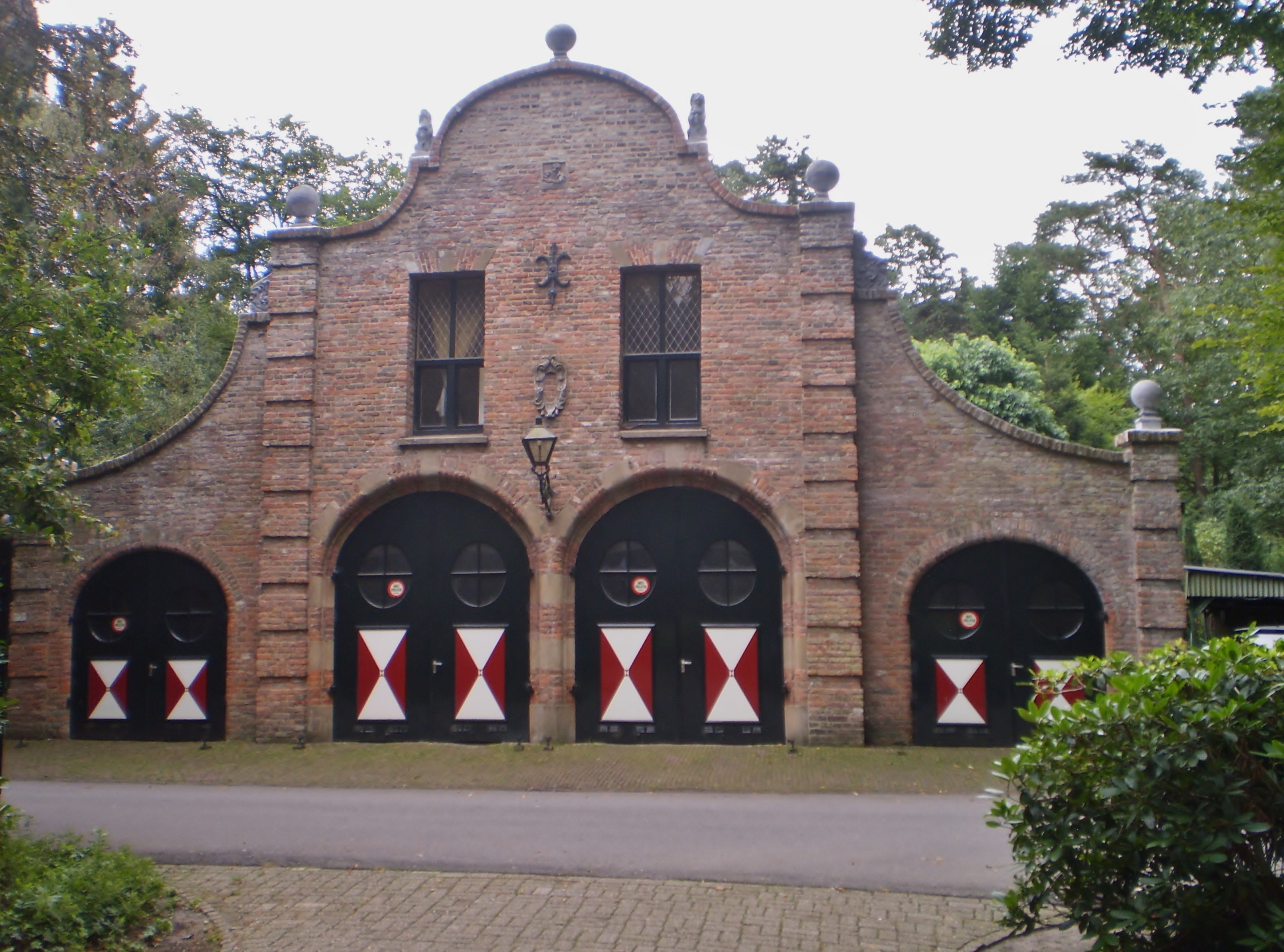
Koetshuis

De middeleeuwse kloostermoppen van het koetshuis zijn afkomstig van het Utrechtse kasteel Vredenburg. Op het koetshuis werd een gevelsteen met de evangelist Marcus erop aangebracht. Na 1945 kreeg het uitgebreide Kerckebosch een hotelfunctie en verrees op een deel van het terrein een groot appartementengebouw.

## Bewoners
- 1904-1945 Jonkheer Egbert Lintelo de Geer